# جان کوپر (بازیکن فوتبال، زاده ۱۸۹۷)
جان کوپر (انگلیسی: John Cooper; ۲۴ فوریهٔ ۱۸۹۷ – ۱۶ سپتامبر ۱۹۷۵) بازیکن فوتبال اهل بریتانیا بود.
از باشگاه‌هایی که در آن بازی کرده‌است می‌توان به باشگاه فوتبال نوتس کانتی، باشگاه فوتبال ساوت‌همپتون، و باشگاه فوتبال دارلاستون اشاره کرد.